# Elin Borg
Elin Borg, född 27 februari 1990 i Stockholm, är en svensk fotbollsspelare (försvarare) som spelar för Djurgårdens IF Dam.
Hon spelade i Linköping FC 2011, AIK 2012 och Kristianstads DFF 2013.
Hon har spelat i Sveriges U-17, U-20 och U23-landslag.
Elin är utbildad Idrottspsykologisk rådgivare med en kandidatexamen från Högskolan i Halmstad och en Master från GIH.
Hon är verksam som idrottspsykolog inom Borg Idrottspsykologi AB.